# 中村欣一郎
中村 欣一郎（なかむら きんいちろう、1958年〈昭和33年〉12月28日 - ）は、日本の政治家。元三重県鳥羽市長（2期）、元三重県議会議員（2期）、鳥羽市議会議員（3期）。

## 来歴
三重県鳥羽市安楽島町生まれ。鳥羽市立安楽島小学校、鳥羽市立加茂中学校卒業。1977年（昭和52年）3月、三重県立伊勢高等学校卒業。1983年（昭和58年）3月、日本大学法学部卒業。1987年（昭和62年）、有限会社中村鉄工所の役員に就任。
1999年（平成11年）4月の鳥羽市議会議員選挙に初当選。同年5月1日に市議に就任。
2011年（平成23年）4月、三重県議会議員選挙に初当選。県議時代は自由民主党に所属した。2015年（平成27年）に再選。
2017年（平成29年）1月5日、次期鳥羽市長選挙に立候補することを表明。また、不出馬を明らかにしている現職の木田久主一市長も中村の支持を表明した。同年4月9日告示、4月16日執行の市長選で無投票で初当選した。4月21日、市長就任。
2021年（平成3年）、16年ぶりとなった鳥羽市長選挙に出馬し、元市議の小久保純一を破り再選した。
2025年（令和7年）、三つ巴の戦いとなった鳥羽市長選挙に3期目を目指し出馬したが、元市教育長の小竹篤に破れ落選した。

## 市政
- 2020年（令和2年）5月12日、新型コロナウイルス対策の財源に充てるため、自身の6月期末手当を50％減額すると発表した。副市長と教育長の期末手当については30％、課長級職員の期末手当と勤勉手当支給額については6％減額する[9]。